# 彼得·蓋勒
彼得·蓋勒（英語：Peter Killian Gallagher，1955年8月19日—）是一位美國演員、音樂人和作家。他出演過多部好萊塢電影。在2003年至2007年期間，他出演了電視劇橘郡風雲。2020年出演科幻浪漫喜剧片《棕榈泉》。

## 外部連結
- 彼得·蓋勒在互联网电影资料库（IMDb）上的資料（英文）
- 互聯網百老匯資料庫（IBDB）上彼得·蓋勒的資料（英文）
- 互联网外百老汇数据库（IOBDB）上彼得·蓋勒的資料（英文）